# Baldovino III di Gerusalemme
Baldovino III (1130 – Beirut, 10 febbraio 1163) è stato un cavaliere medievale franco che fu re di Gerusalemme dal 1143 al 1163, anno della sua morte.
Figlio primogenito della regina Melisenda e del re Folco, divenne sovrano quando era ancora un bambino e fu per questo offuscato dalla madre Melisenda durante la prima metà del suo regno. Proprio per questo parte del suo governo fu caratterizzato dal grave conflitto tra lui e la madre.
Gli inizi del suo regno furono funestati dalla caduta del baluardo del nord, Edessa, assediata e presa nel 1144 da ʿImād al-Dīn Zenkī. Con la seconda crociata tentò invano di conquistare Damasco, vera capitale siriana, nel 1148. Fu però in grado di catturare l'importante fortezza egiziana di Ascalona nel 1153. Tutto il suo regno fu caratterizzato dai continui scontri di potere con Norandino, il quale cresceva sempre più in potenza in Siria e minacciava il dominio sul Principato d'Antiochia. Ammalatosi, morì senza figli e gli succedette suo fratello Amalrico I.

## Biografia

### Ascesa al trono

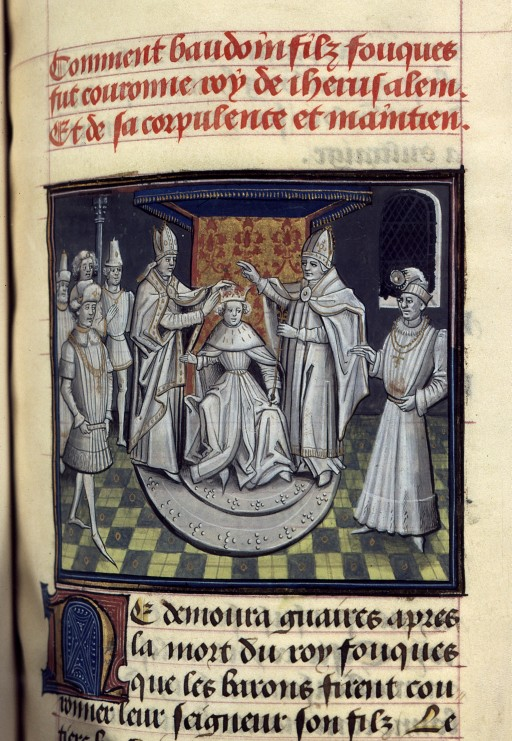
Incoronazione di Baldovino III.
Guglielmo di Tiro, Historia
Miniatura del XV secolo.

Baldovino apparteneva alla seconda generazione dopo la Prima Crociata, e dunque discendente nato in Terrasanta dei Crociati originali. Il padre Folco morì quando lui aveva 13 anni, e il trono passò di diritto alla madre, Melisenda, in quanto figlia di Baldovino II. Melisenda aveva regnato con Folco come consorte, e per non lasciare una donna sul trono, Baldovino venne incoronato come co-regnante ed erede della madre al momento della successione. Tuttavia, Melisenda nominò come proprio consigliere Manasse di Hierges, Connestabile di Gerusalemme, e insieme i due esclusero Baldovino dal potere.
Avendo sul trono una donna e un bambino, la vita politica a Gerusalemme divenne tesa; gli Stati crociati a nord cercavano di imporre la propria indipendenza, e non c'era a Gerusalemme un re capace di condurre l'esercito e imporre la sovranità di Gerusalemme sugli Stati vassalli come già Baldovino II e Folco avevano fatto.

Nel mondo musulmano, Zengi controllava la Siria settentrionale dalle sue basi di Mosul e Aleppo, e voleva aggiungere Damasco ai suoi domini. Secondo Guglielmo di Tiro, Folco non aveva provveduto adeguatamente alla difesa degli Stati crociati nel nord, ed era proprio lì che la minaccia di Zengi era maggiore. Nel 1144, Edessa cadde dopo un assedio, causando grande sensazione in Occidente e l'invocazione di una seconda crociata.
Questa impiegò del tempo a raggiungere Gerusalemme, e nel frattempo Zengi venne assassinato (1146). Gli succedette il figlio Nūr al-Dīn (nelle fonti cristiane Norandino), che era altrettanto impaziente di conquistare Damasco. Contro questa minaccia, Gerusalemme e Damasco si erano alleate in un patto di mutua difesa. Ciò non impedì però a Mu'in al-Din Unur, governatore di Damasco, di stringere un'alleanza contro Gerusalemme con Nūr al-Dīn nel 1147. Il cambio di fronte era motivato dalla stipula di un trattato fra Gerusalemme e un vassallo ribelle di Unur, che andava contro i termini del patto preesistente. Baldovino lasciò Gerusalemme alla testa dell'esercito, ma fu sconfitto a Bosra. I due vennero comunque a patti, e l'alleanza precedente (in funzione anti-siriana) venne ripristinata.

### La seconda crociata

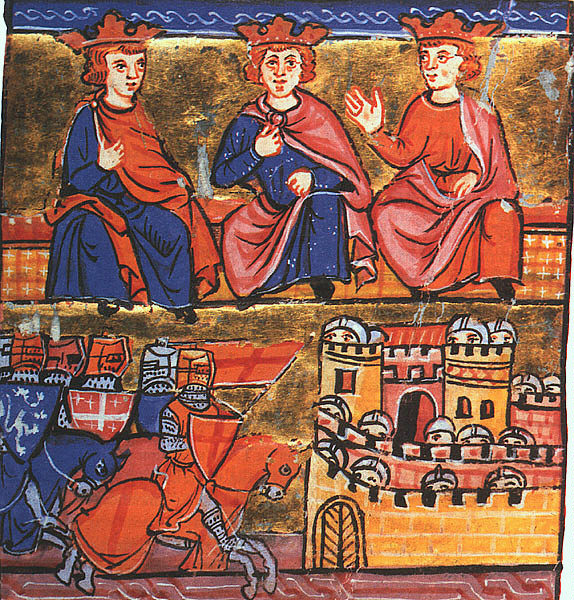
Corrado III, Luigi VII e Baldovino III al Concilio di Acri.

Nel 1148 la crociata giunse finalmente a Gerusalemme, sotto la guida congiunta di Luigi VII di Francia con la moglie Eleonora d'Aquitania e dell'imperatore Corrado III di Germania. Baldovino e i condottieri crociati tennero concilio ad Acri, ma lotte intestine e cattiva pianificazione resero vani molti sforzi.
Corrado consigliò a Baldovino di attaccare Damasco, nonostante il trattato di pace. Baldovino — forse desideroso di impressionare i potenti ospiti — accettò il piano, ma l'assedio di Damasco che ne seguì fu un clamoroso fiasco, e si concluse con una sconfitta dopo soli quattro giorni. Attaccata da Gerusalemme, Damasco finì presto sotto il controllo di Nūr al-Dīn. La perdita di un vicino e alleato musulmano fu un disastro diplomatico da cui nessun re di Gerusalemme riuscì più a risollevarsi.
Nel 1149 i crociati ritornarono in Europa, lasciando Gerusalemme più debole di quanto l'avessero trovata. Nur al-Din ne approfittò conquistando quanto restava della Contea di Edessa ed invadendo il Principato di Antiochia nel nord, e il principe Raimondo fu ucciso nella Battaglia d'Inab. Baldovino III si portò a nord, e assunse la reggenza del Principato. La moglie di Raimondo, Costanza, era cugina di Baldovino per parte di madre e erede di Antiochia per parte di padre. Baldovino tentò di darla in sposa a un suo alleato, ma senza successo. Un altro fallimento arrivò nella difesa di Turbessel, l'ultimo caposaldo rimasto dell'originaria Contea di Edessa; Baldovino non aveva forze per difenderla, e dovette cederla all'Imperatore bizantino Manuele I Comneno nel 1150. 

Nel 1152 Baldovino e la madre furono chiamati a intervenire in una disputa fra la zia di Baldovino, Hodierna di Tripoli, e suo marito, il conte Raimondo II di Tripoli. Dopo aver risolto la disputa, Hodierna stava per tornare a Gerusalemme con Baldovino e Melisenda, quando Raimondo venne assassinato dagli Hashshashin (Assassini). Baldovino rimase indietro per regolare gli affari della Contea, mentre Hodierna assunse la reggenza in nome del figlio giovinetto, Raimondo III di Tripoli. A quel punto, Edessa era stata perduta e sia Antiochia che Tripoli erano prive di una guida; solo a Gerusalemme rimaneva, nella persona del Re, qualche forma di autorità. Ma anche a Gerusalemme si preparava una disputa.

### Guerra civile
Nel 1152 Baldovino aveva raggiunto ormai da 7 anni la maggiore età, e cominciava a imporre la sua volontà nelle questioni politiche. Sebbene in precedenza non avesse espresso interesse per l'amministrazione del Regno, egli cominciava adesso a intervenire con maggiore autorità. Baldovino e la madre si erano mano a mano allontanati sin dal 1150, e il giovane Re accusava il connestabile Manasse di interferire con la sua legittima successione. 

Nel 1152, Baldovino chiese al Patriarca di Gerusalemme, Fulcherio, di ripetere la cerimonia di incoronazione, questa volta senza la madre. Il patriarca rifiutò, e in una sorta di auto-incoronazione Baldovino organizzò una sorta di processione per le vie di Gerusalemme, durante la quale indossò una corona di alloro.
Alla fine, Baldovino e Melisenda si accordarono per sottoporre la questione all'Alta Corte, un organismo che esercitava sia funzioni di tipo parlamentare che di consiglio al monarca. L'Alta Corte decise di dividere il Regno in due distretti amministrativi distinti. Baldovino sarebbe stato a capo della Galilea nel nord, incluse le città di Acri e Tiro, mentre Melisenda avrebbe retto la Giudea e la Samaria (le regioni più ricche del paese), incluse Nablus e la stessa Gerusalemme. Appoggiavano Melisenda nella parte meridionale del Regno Manasse, nonché il fratello più giovane di Baldovino, Amalrico, che possedeva la Contea di Giaffa (parte del territorio assegnato a Melisenda).
Sia Melisenda che Baldovino erano contrari a tali decisioni. Baldovino, in particolare, aspirava a governare l'intero Regno, e si rendeva conto che una simile organizzazione avrebbe diviso le già scarse risorse del paese. Tuttavia, pur di evitare una guerra, entrambi accettarono il compromesso.
Entro poche settimane dalla divisione, Baldovino lanciò un'invasione contro la parte meridionale, governata dalla madre. Manasse fu sconfitto in una battaglia al castello di Mirabel e subito esiliato, e Nablus cadde anch'essa rapidamente. Per evitare ulteriori violenze, Gerusalemme aprì le porte a Baldovino; Melisenda e Amalrico si rifugiarono nella Torre di Davide, e lì furono assediati. Per tutta la durata dell'assedio, la Chiesa condusse dei negoziati. Alla fine, si raggiunse un accordo in base al quale a Melisenda venne concessa la città di Nablus fino alla morte (dopo sarebbe tornata al patrimonio reale), e Baldovino prometteva solennemente di non interferire con i suoi affari. Conquistato così il potere assoluto, Baldovino nominò Umfredo II di Toron, un suo fedele, come nuovo connestabile.
Nel 1154, madre e figlio si riconciliarono, e Baldovino non esitò a sfruttare a proprio vantaggio l'esperienza di governo della madre. Benché essa fosse "in ritiro" a Nablus, Melisenda continuò a esercitare una grande influenza a corte e negli affari di stato, e più volte venne nominata reggente durante le campagne militari che tenevano Baldovino lontano dalla capitale.

### Il Regno si riprende

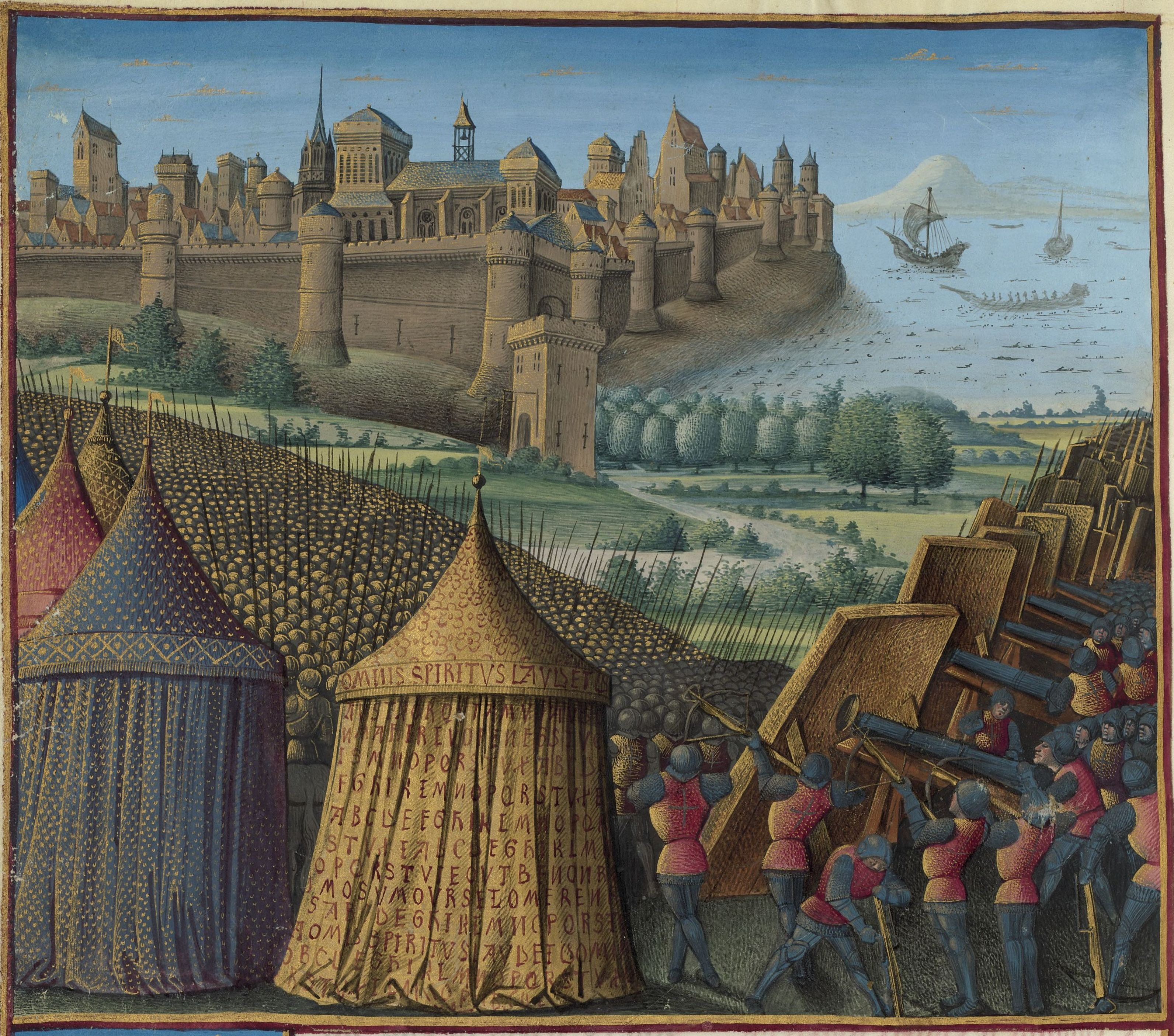
L'assedio di Ascalona

Durante la guerra civile, Nur ad-Din aveva consolidato il suo controllo su Damasco, in seguito anche alla morte di Mu'in ad-Din. Con una Siria forte, unita sotto un governo centrale, a Gerusalemme non restava che guardare verso sud, e dunque verso l'Egitto, per ogni ulteriore espansione. L'Egitto era indebolito a sua volta da una guerra civile, e dalla successione sul trono di una serie di giovani Imam Fatimidi. Intorno al 1150 Baldovino ricostruì le fortificazioni di Gaza per mettere sotto pressione il confinante insediamento egiziano di Ascalona; nel 1153, dopo un assedio e una battaglia, la città fu finalmente espugnata.
In questo modo, Ascalona venne incorporata nel feudo di Giaffa, di proprietà di Amalrico, creando così la Contea di Giaffa e Ascalona e migliorando la sicurezza del confine con l'Egitto perché i Fatimidi (i quali cercarono in tutti i modi di riconquistare la città con incursioni) furono privati di una importante piazzaforte e costretti a pagare un forte tributo annuo; pochi mesi prima, inoltre, Baldovino aveva anche sconfitto gli Artuqidi che avevano tentato di invadere il Regno.
Nel 1156, Baldovino dovette piegarsi a firmare un trattato di pace con Nur al-Din. Ciò non gli impedì comunque di condurre nell'inverno del 1157 una spedizione contro la Siria, durante la quale assediò Shayzar. Fu però costretto a ritirarsi a causa di una disputa sorta fra Teodorico, conte delle Fiandre e Reginaldo di Chatillon, entrambi intenzionati ad aggiungere Shayzar ai loro possedimenti personali. In questa campagna però riprese la piazzaforte di Harim, in precedenza appartenuta ad Antiochia, e nel 1158 sconfisse lo stesso Nur al-Din sul campo.

### L'alleanza con Bisanzio
I successi di Baldovino, benché complessivamente modesti, gli garantirono però sufficiente prestigio per tentare un'alleanza matrimoniale con l'Impero bizantino. Nel 1157 Baldovino inviò Umfredo II di Toron a negoziare con l'imperatore Manuele, e si giunse ad un accordo secondo il quale Baldovino avrebbe sposato Teodora, nipote di Manuele. L'alleanza favoriva più Bisanzio che Gerusalemme, giacché quest'ultima era costretta a riconoscere la sovranità bizantina su Antiochia e, se Teodora fosse rimasta vedova, le sarebbe stata assegnata la città di Acri. Sebbene Teodora rappresentasse il vincolo tangibile di tale alleanza, non ci si aspettava che esercitasse alcuna autorità all'infuori di Acri. Il matrimonio venne celebrato nel settembre del 1158; Baldovino aveva allora 28 anni e Teodora soltanto 13.
Le relazioni fra Gerusalemme e Bisanzio andarono migliorando e nel 1159 Baldovino incontrò Manuele ad Antiochia. Secondo le cronache coeve, i due diventarono amici: Manuele prese a indossare abiti e a seguire le usanze occidentali, fino a partecipare ad un torneo cavalleresco; al torneo partecipò anche Baldovino, e quando egli subì un duro disarcionamento, Manuele — che era un esperto medico — se ne sarebbe preso cura personalmente.
Poco dopo, però, sempre nel 1159, Baldovino divenne nuovamente reggente di Antiochia in seguito alla cattura in battaglia di Reginaldo di Chatillon. La mossa offese Manuele, che considerava Antiochia territorio imperiale e, per rafforzare ulteriormente le proprie ragioni, l'Imperatore sposò nel 1160  la principessa Maria d'Antiochia, cugina di Baldovino. Lo stesso Baldovino aveva invece suggerito il matrimonio con una sua altra cugina, Melisenda di Tripoli, proprio per evitare legami così stretti fra Bisanzio ed Antiochia.

### La morte
La regina Melisenda morì nel 1161 e Baldovino la seguì poco dopo morendo a Beirut il 10 febbraio 1162. Circolò la voce che fosse stato avvelenato ad Antiochia tramite certe pillole dategli da un medico siriano ortodosso (e, in quanto tale, sospettato di contatti con i Bizantini). Racconta Guglielmo di Tiro: "Non appena il Re ebbe preso le pillole, venne colpito da febbre e dissenteria, a cui non si riuscì a trovare rimedio". Lungo la strada del ritorno, Baldovino si fermò a Tripoli, dove rimase per alcuni mesi; quindi riprese il viaggio verso Beirut, dove alla fine soccombette alla malattia.
Nel racconto di Guglielmo, "Per otto giorni consecutivi, mentre la processione funeraria si muoveva da Beirut a Gerusalemme, ovunque si udivano lamenti, e il dolore si rinnovava di ora in ora". Teodora, ormai vedova, si ritirò ad Acri secondo gli accordi: aveva allora 16 anni, e il loro matrimonio non aveva prodotto prole. A Baldovino succedette il fratello, Amalrico.

## Caratteristiche personali
Guglielmo di Tiro conobbe Baldovino personalmente e ce ne ha lasciato un'accurata descrizione:
"... Era più alto degli altri uomini, ma le sue membra erano così ben proporzionate alla sua altezza, che nessun tratto del suo aspetto sembrava fuor d'armonia con il tutto. I suoi tratti erano piacevoli e raffinati, la sua costituzione florida, e prova di forza innata... I suoi occhi erano di media grandezza, alquanto prominenti e brillanti. Aveva capelli biondicci, lisci, e un'abbondante barba sulle guance e sul mento. Era di apparenza robusta, benché non lo si potesse dire in carne, come il fratello, né magro, come la madre..."
Baldovino era ben educato, abile parlatore, ed eccezionalmente intelligente. A differenza del padre, era dotato di eccellente memoria. Passava molto del suo tempo libero leggendo libri di storia ed era un esperto del diritto consuetudinario del Regno, che sarebbe stato messo per iscritto solo più tardi da uomini come Giovanni da Ibelin e Filippo da Novara nelle "Assisi di Gerusalemme". Rispettò le proprietà ecclesiastiche e non impose loro nuove tasse. Fu amichevole verso uomini di tutte le classi sociali ed era solito offrire conversazione a chiunque volesse o lo incontrasse per caso. Non negò mai udienza a chi la richiedesse. Da giovane amava i dadi e altri giochi ed ebbe delle liasons con donne sposate, ma da adulto "cambiò per il meglio", come dice Guglielmo, e si mantenne fedele a Teodora. Fu amato e rispettato dai suoi sudditi e ottenne anche il rispetto dei suoi nemici: Nur al-Din disse, della morte di Baldovino, «I Franchi hanno perso un tale principe che il mondo non ne contiene ora l'uguale».

## Ascendenza
|                              |                 |                                          | Genitori              |  |  | Nonni |  |  | Bisnonni                |  |  | Trisnonni              |  |
|                              |                 |                                          |                       |  |  |       |  |  | Goffredo II di Gâtinais |  |  | Goffredo I di Gâtinais |  |
|                              |                 |                                          |                       |  |  |       |  |  | Goffredo II di Gâtinais |  |  | Goffredo I di Gâtinais |  |
|                              |                 | Beatrice di Mâcon                        |                       |  |  |       |  |  | Goffredo II di Gâtinais |  |  |                        |  |
| Folco IV d'Angiò             |                 |                                          |                       |  |  |       |  |  | Goffredo II di Gâtinais |  |  |                        |  |
|                              |                 | Ermengarde d'Angiò, duchessa di Borgogna | Folco III d'Angiò     |  |  |       |  |  |                         |  |  |                        |  |
|                              |                 | Ermengarde d'Angiò, duchessa di Borgogna | Folco III d'Angiò     |  |  |       |  |  |                         |  |  |                        |  |
|                              |                 | Ermengarde d'Angiò, duchessa di Borgogna | Hildegarde di Sundgau |  |  |       |  |  |                         |  |  |                        |  |
| Folco V d'Angiò              |                 | Ermengarde d'Angiò, duchessa di Borgogna |                       |  |  |       |  |  |                         |  |  |                        |  |
|                              |                 | Simon I di Montfort                      | Amauary di Montfort   |  |  |       |  |  |                         |  |  |                        |  |
|                              |                 | Simon I di Montfort                      | Amauary di Montfort   |  |  |       |  |  |                         |  |  |                        |  |
|                              |                 | Simon I di Montfort                      | Bertrada di Gometz    |  |  |       |  |  |                         |  |  |                        |  |
| Bertrada di Montfort         |                 | Simon I di Montfort                      |                       |  |  |       |  |  |                         |  |  |                        |  |
|                              |                 | Agnese d'Évreux                          | Riccardo d'Évreux     |  |  |       |  |  |                         |  |  |                        |  |
|                              |                 | Agnese d'Évreux                          | Riccardo d'Évreux     |  |  |       |  |  |                         |  |  |                        |  |
|                              |                 | Agnese d'Évreux                          | Godehildis            |  |  |       |  |  |                         |  |  |                        |  |
| Baldovino III di Gerusalemme |                 | Agnese d'Évreux                          |                       |  |  |       |  |  |                         |  |  |                        |  |
|                              | Ugo I di Rethel | Manasse III di Rethel                    |                       |  |  |       |  |  |                         |  |  |                        |  |
|                              | Ugo I di Rethel | Manasse III di Rethel                    |                       |  |  |       |  |  |                         |  |  |                        |  |
|                              | Ugo I di Rethel | Judith di Roucy                          |                       |  |  |       |  |  |                         |  |  |                        |  |
| Baldovino II di Gerusalemme  | Ugo I di Rethel |                                          |                       |  |  |       |  |  |                         |  |  |                        |  |
|                              |                 | Melisende di Montlhéry                   | Guy I di Montlhéry    |  |  |       |  |  |                         |  |  |                        |  |
|                              |                 | Melisende di Montlhéry                   | Guy I di Montlhéry    |  |  |       |  |  |                         |  |  |                        |  |
|                              |                 | Melisende di Montlhéry                   | Hodierna di Gometz    |  |  |       |  |  |                         |  |  |                        |  |
| Melisenda di Gerusalemme     |                 | Melisende di Montlhéry                   |                       |  |  |       |  |  |                         |  |  |                        |  |
|                              |                 | Gabriele di Melitene                     | …                     |  |  |       |  |  |                         |  |  |                        |  |
|                              |                 | Gabriele di Melitene                     | …                     |  |  |       |  |  |                         |  |  |                        |  |
|                              |                 | Gabriele di Melitene                     | …                     |  |  |       |  |  |                         |  |  |                        |  |
| Morfia di Melitene           |                 | Gabriele di Melitene                     |                       |  |  |       |  |  |                         |  |  |                        |  |
|                              |                 | …                                        | …                     |  |  |       |  |  |                         |  |  |                        |  |
|                              |                 | …                                        | …                     |  |  |       |  |  |                         |  |  |                        |  |
|                              |                 | …                                        | …                     |  |  |       |  |  |                         |  |  |                        |  |
|                              |                 | …                                        |                       |  |  |       |  |  |                         |  |  |                        |  |